# 普什卡尔诺耶农村居民点
普什卡尔诺耶农村居民点（俄语：Пушкарское сельское поселение）是俄罗斯联邦别尔哥罗德州别尔哥罗德区所属的一个农村居民点。其下辖有2个居民点，行政中心为普什卡尔诺耶。据2016年统计，该农村居民点的人口为3936人。